# چهارشنبه
چهارشنبه نام پنجمین روز هفته در تقویم هجری خورشیدی و سومین روز هفته در تقویم میلادی است.
ایزد تیشتر نگهبان این روز در فرهنگ ایران است. نام این روز در میان سغدیان و مانوی‌ها از به هم پیوستن دو واژه Tyr و jmnw ساخته شده‌است. بخش نخست نام سغدی سیاره تیر و بخش دوم همان واژه روز در زبان فارسی است؛ بنابراین نام چهارشنبه در ایران باستان Tyr jmnw و برگردان این نام به فارسی، تیر روز است.